# Atractus paraguayensis
Atractus paraguayensis är en ormart som beskrevs av Werner 1924. Atractus paraguayensis ingår i släktet Atractus och familjen snokar. Inga underarter finns listade.
Arten förekommer i östra Paraguay, södra Brasilien, norra Uruguay och nordöstra Argentina. Den lever i låglandet och i bergstrakter upp till 1000 meter över havet. Habitatet utgörs av delvis lövfällande skogar, galleriskogar och landskapet Gran Chaco. Denna orm besöker ibland jordbruksmark och människans samhällen. Honor lägger ägg.
I Argentina minskar beståndet på grund av landskapets omvandling till jordbruksmark. Även i södra Brasilien skedde under historien större landskapsförändringar. I andra regioner är inga allvarliga hot kända. IUCN listar Atractus paraguayensis som livskraftig (LC).